# António Marcelino da Silva
António Augusto Marcelino da Silva foi um ferroviário português.

## Biografia

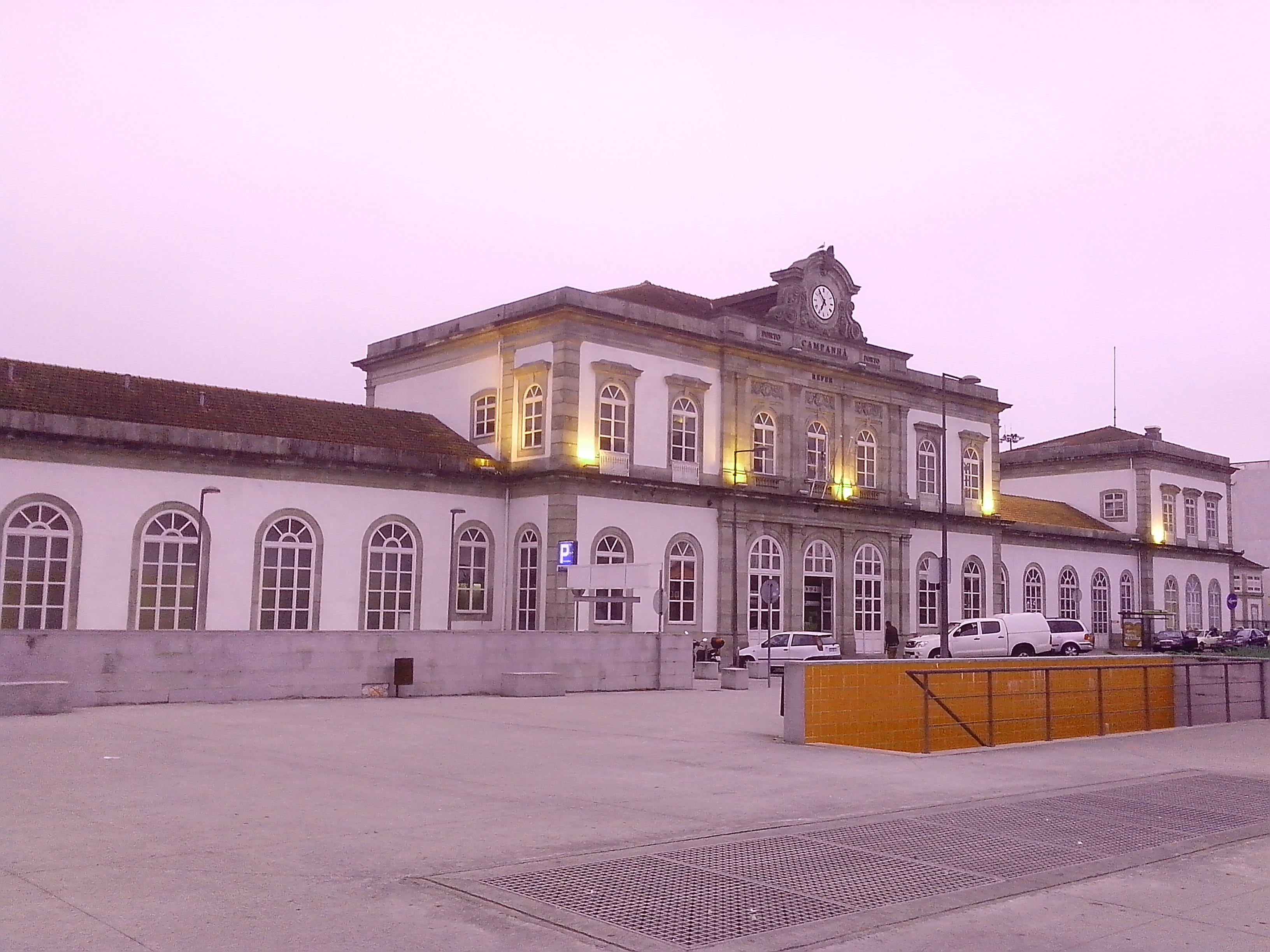
Estação de Campanhã.

Tinha cerca de 10 anos e 5 meses quando foi nomeado como praticante, por exortação de seu avô junto do director dos Caminhos de Ferro do Minho e Douro, Justino Teixeira. Ficou a trabalhar naquela divisão, tendo permanecido empregado quando foi arrendada à Companhia dos Caminhos de Ferro Portugueses.
Aos 13 anos, foi investido temporariamente como chefe de estação na Ermida, por um inspector, depois do chefe de estação regular se ter retirado por doença, e um factor, que o devia substituir, se encontrar embriagado. Assumiu definitivamente a função de chefe de estação aos 16 anos de idade. Em Julho de 1916, arriscou a sua própria segurança ao ter assegurado, pessoalmente, a saída de uma composição de trigo do Pocinho com destino ao Porto, que se encontrava bloqueada por uma multidão sublevada. Também exerceu a função de inspector.
Em 1 de Março de 1949, a Gazeta dos Caminhos de Ferro noticiou que António Marcelino da Silva tinha sido promovido a chefe de serviço da 1.ª Circunscrição dos Caminhos de Ferro, na Estação de Campanhã.
Deixou de laborar em 31 de Dezembro de 1953, por ter atingido o limite de idade.

## Homenagens
Recebeu a Comenda da Ordem do Mérito Industrial em 11 de Fevereiro de 1949, numa cerimónia onde participaram o ministro das Comunicações, o director geral dos Caminhos de Ferro, Vasco Ramalho, o general comandante da 1.ª Região Militar, e o director geral da Companhia dos Caminhos de Ferro Portugueses, Roberto de Espregueira Mendes.
Em 24 de Março de 1949, foi um dos homenageados por um grupo de ferroviários, reunidos na Malveira, por ter sido condecorado.
Em 22 de Fevereiro de 1953, foi novamente homenageado numa sessão solene da Companhia dos Caminhos de Ferro Portugueses, na Estação de Campanhã, pela sua passagem para o quinquagésimo nono ano de serviço nos caminhos de ferro, sendo o mais antigo ferroviário na Península Ibérica.